# Kunowsky (Mondkrater)

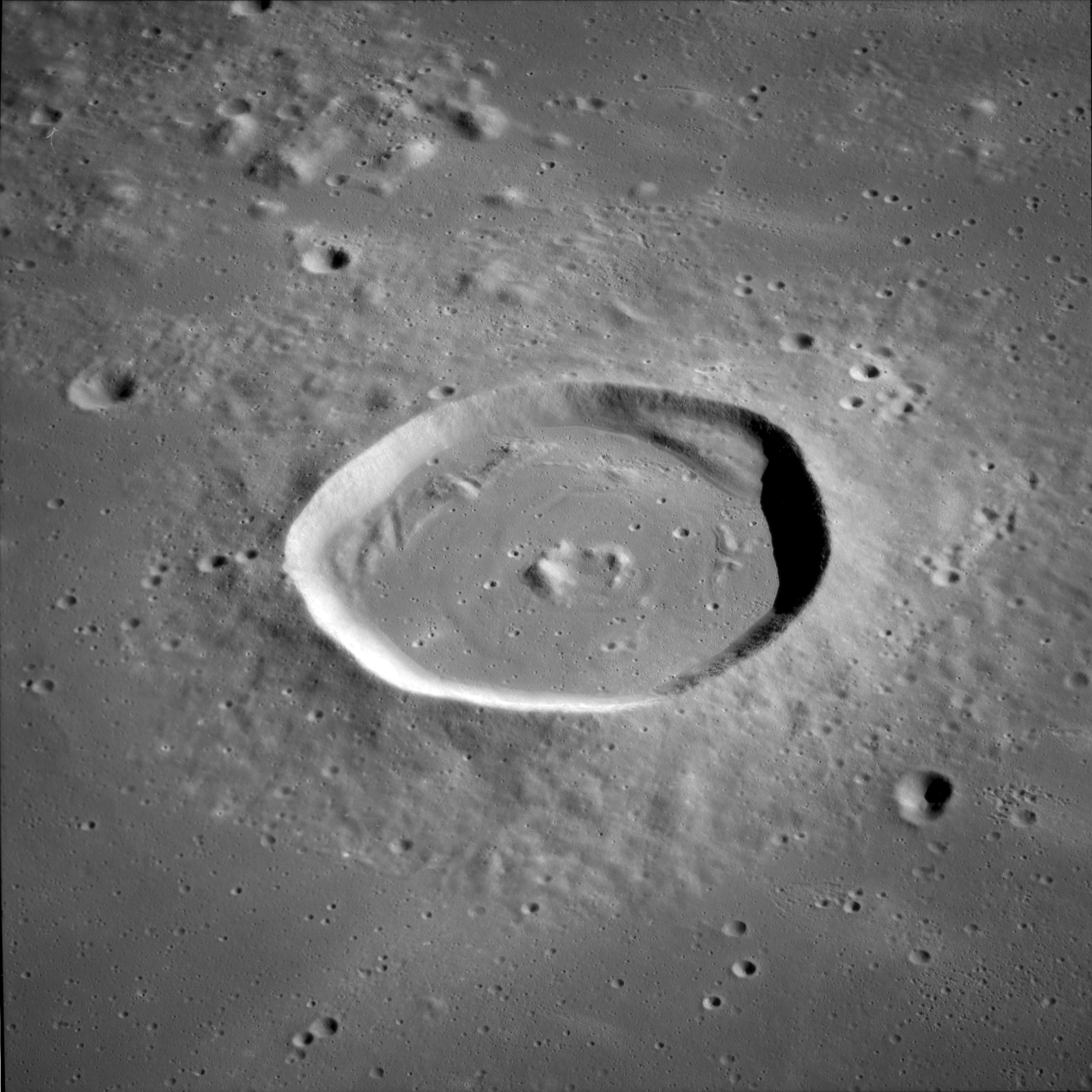
Mondkrater Kunowsky, aufgenommen von Apollo 12

Kunowsky ist ein Einschlagkrater auf der westlichen Mondvorderseite am Rand des Mare Insularum. Er liegt südöstlich des Kraters Kepler und südwestlich von Copernicus.
Das Kraterinnere ist von den Laven des umgebenden Mare überflutet, sodass eine flache Kraterebene von einem relativ niederem, kaum erodiertem Rand umgeben ist.
| Buchstabe | Position          | Durchmesser | Link |
| --------- | ----------------- | ----------- | ---- |
| C         | 0,22° S, 32,42° W | 4 km        |      |
| D         | 1,52° N, 28,88° W | 5 km        |      |
| G         | 1,67° N, 30,83° W | 3 km        |      |
| H         | 1,1° N, 30,02° W  | 3 km        |      |

Der Krater wurde 1935 von der IAU nach dem deutschen Astronomen Georg Carl Friedrich Kunowski offiziell benannt.